# 約翰·泰利
約翰·佐治·泰利（英語：John George Terry，1980年12月7日—），前英格蘭足球運動員，司職中堅，現時為英超球會切尔西青訓學院顧問，前英超球會阿士東維拉助教。
曾效力英超車路士及英冠球會阿士東維拉，曾任英格蘭國家足球隊队長。
泰利在2005年和2008年的歐洲聯賽冠軍盃中，被評為最佳後衞。在2006年的世界盃中，他是唯一一位被評為全明星隊的英格蘭球員。
泰利是車路士史上最成功的隊長，自2004年以來，他帶領車路士奪得五個英格蘭超級聯賽冠軍，5次足總盃冠軍和3個聯賽盃。他是其中一位為車路士出場超過450場的球員，也是車路士後衞中入球最多的一位。

## 生涯

### 早期的職業生涯
泰利出生在東倫敦的巴金，就讀於伊斯特伯里綜合學校。他早年曾在韋斯咸青訓系統受訓，初時擔任中場，後轉任後衛。他其後於1995年轉投車路士，成為車路士的青年隊和預備役球員。由於球隊短缺中後衛，他被轉移到中後衛，這就是他今天的位置。

### 車路士
泰利在車路士首次亮相是1998年10月28日晚，在聯賽杯中對阿士東維拉的一仗。而他的首次首發上陣，是在足總盃第三輪賽事中，對奧咸的一仗。2000年，他被外借至诺丁汉森林獲取經驗。期間，當時哈德斯菲尔德的負責人，布鲁斯願意出價75萬英鎊，買下泰利。車路士接受了邀請，但交易失敗了，因為泰利希望留在英超球隊中。

### 車路士正選
泰利從2000-01賽季始，確立自己在切尔西正選的地位，他有23場賽事獲得首發，被評為該年度切尔西的最佳球員。
泰利2001-02年度繼續他的進步，他成為一個經常與該時的隊長德塞利一起防守的球員。 2001年12月5日，他首次帶領車路士，在聯賽對陣查尔顿。
該年，車路士在足總杯第四輪和第六輪，分別擊敗韋斯咸和熱刺。在半決賽中，與富咸對賽，泰利攻入唯一進球，帶領球隊以1-0的勝利。車路士在決賽中，對上阿仙奴，他在下半場後備上陣，結果車路士以0-2落敗。
在2003-04賽季在德塞利不在的時候，泰利代替他擔任隊長之職，他與加拉斯形成了強大、完美的防線。德塞利退休後，新的切尔西主帥葡萄牙人穆里尼奥選擇泰利作為新任隊長，以泰利為核心。泰利是於此時開始受到矚目，他防守力強，後上頭球攻門亦是泰利場上必殺技。他帶領球隊在2004-05年球季贏得英超聯賽冠軍，這是球會50年以來首個，更加是破英超記錄，以歷來最高得分(95分)和防守最好(失15分)奪得冠軍。
這年泰利獲得了英格蘭職業足球運動員協會的「足球先生」獎項。他在這一年為球隊攻入8球，其中包括在歐洲冠軍聯賽中，對陣前冠軍巴塞羅那。雖然最終車路士主客場總比分2-3負於巴塞隆拿，止步於十六強，但泰利出色的表現令他獲得歐洲冠軍聯賽最佳後衛。
2005年9月，在FIFPro獎項，他被選定為「World XI」。在2005-06球季前段，車路士在英超聯賽積分榜已遠遠拋離其他對手，即使得分差距最小的曼聯仍少車路士十三分。4月29日，車路士主場3-0大破曼聯，成功衛冕。而泰利更幫助車路士首7場賽事只失1球。
在2007年，泰利帶領車路士以1-0擊敗曼聯，泰利在溫布萊球場舉起英格蘭足總盃。2007年7月泰利與球會續約時，週薪已高達13萬1,000英鎊，為全英超之冠
。
2015年，泰利帶領車路士以2-0擊敗熱刺，泰利在溫布萊球場舉起英格蘭聯賽盃冠軍。
2016年賽季結束後，原本不在球隊續約之列而準備離開的特里因新教練干地力主續約而確定續披藍軍戰袍，簽約一年。此前泰利一直公開表示不願離開切爾西。2017年5月21日，車路士在最後一場英超賽事以總比數5比1擊敗新特蘭，重奪英超冠軍。

### 阿士東維拉
於2017年7月3日加盟英冠球會阿士東維拉。
2018年10月7日宣布退役。

### 國家隊
泰利入選過21歲以下國家隊，並以隊長身份參與歐洲21歲以下青年足球錦標賽。
泰利在代表英格蘭出席2004年歐洲國家杯後，已奠定了主力位置。2006年世界盃中，特里入選國家隊，並上陣全部5場球賽，然而英格蘭卻八强止步。當屆英格蘭國家隊一眾球員表現失色，唯獨泰利獲正面評價，並入選為大會23名最佳球員之一。后來麦克拉伦成为领队，任命泰利为继贝克漢姆后的英格蘭國家队队長。然而2010年2月6日泰利爆出婚外情轟動英國，英格蘭國家隊決定解除泰利國家隊隊長職務，由副隊長里奧費迪南接替。但一年後，泰利重新當上國家隊隊長。

## 個人
泰利與妻子（Toni Poole Terry）育有一對龍鳳胎，分別是Georgie John及Summer Rose生於2006年5月18日。

## 新聞人物

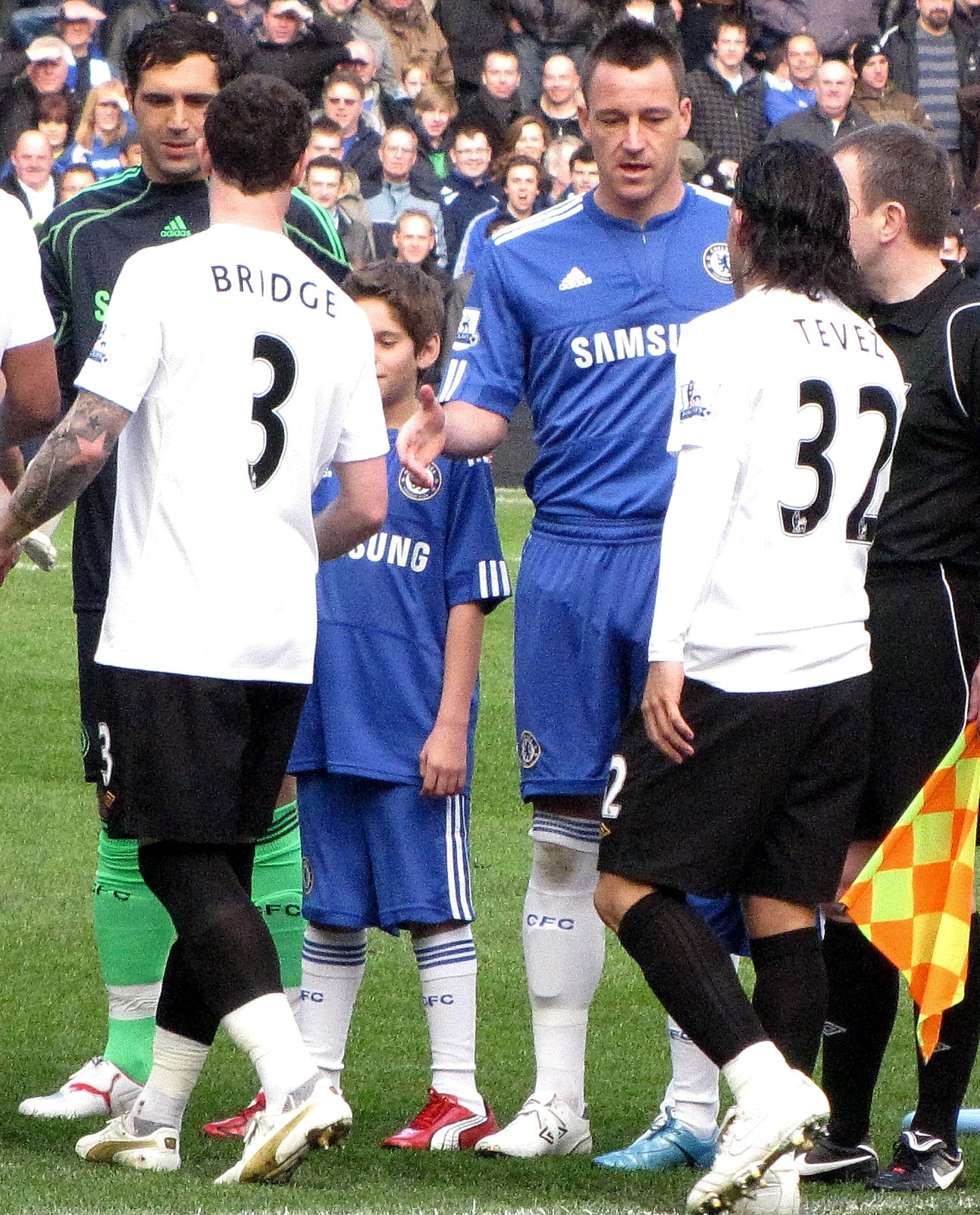
“友妻门”后特里第一次与布里奇在比赛中相遇，后者拒绝同特里握手

泰利多次成為英國足球界新聞人物。2008年歐洲國家盃英格蘭在最後一輪比賽敗陣出局，泰利被揭發在國家隊比賽前夕，偕一眾國腳到酒吧狂歡。知情者指責以泰利為首一眾國腳對國家隊漠不關心，導致國家隊在最後一輪比賽表現渙散。
2009年夏季英超球會曼城在被收購後，以高達20萬英鎊周薪招攬泰利加盟。車路士因此再開出更巨額周薪，成功挽留泰利。
2010年1月，泰利被爆出婚外情醜聞，而女主角更是國家隊隊友布里奇的28歲女友、法國內衣模特兒佩龍塞爾（Vanessa Perroncel）。消息還披露泰利出80萬英鎊作為封口費
。事件轟動英國，導致英格蘭國家隊宣佈褫奪泰利國家隊隊長之資格〈1年後泰利重新被任命為國家隊隊長〉。
2010年夏泰利父親被控販賣毒品，案件在6月1日進行宣判。

## 榮譽
球會榮譽
- 英格蘭超級聯賽
  - 冠軍： 2004-05年、2005-06年、2009-10年、2014-15年、2016-17年
- 足總杯
  - 冠軍： 2000年、2005年、2007年、2009年、2012年；
- 聯賽杯
  - 冠軍： 2005年、2007年、2015年；
- 社区盾
  - 冠軍：2000年 2005年 2009年
- 歐洲聯賽冠軍盃
  - 冠軍： 2012年
- 歐霸盃
  - 冠軍 2013年

個人榮譽
- PFA足球先生：2004-05年
- 欧洲冠军联赛最佳后卫 2005年 2009年
- 世界盃的最佳23人： 2006年
- 國際職業足球聯會世界最佳陣容： 2005年、2006年
- 英格蘭足球代表隊 隊長：2006-2009
- 欧洲足联年度最佳阵容：2005年、2007年、2008年
- 国际足联年度最佳阵容：2008年

## 外部連結
- 足球数据库：約翰·泰利的球员统计数据

| 體育角色           | 體育角色                           | 體育角色           |
| ------------------ | ---------------------------------- | ------------------ |
| 前任： 迪西里      | 車路士隊長 2004年-2017年           | 繼任： 加利·卡希爾 |
| 前任： 碧咸        | 英格蘭國家足球隊隊長 2006年-2010年 | 繼任： 里奧·費迪南 |
| 前任： 里奧·費迪南 | 英格蘭國家足球隊隊長 2011年-2012年 | 繼任： 謝拉特      |